# Naczelne Dowództwo Wojsk Sprzymierzonych na Górnym Śląsku
Naczelne Dowództwo Wojsk Sprzymierzonych na Górnym Śląsku − powołane w styczniu 1920 przez Radę Najwyższą Konferencji Pokojowej w Paryżu oraz przez Naczelne Dowództwo Wojsk Sojuszniczych w Paryżu.  NDWSnGŚ wraz z podległymi oddziałami wojskowymi miało wesprzeć działania Międzysojuszniczej Komisji Rządzącej i Plebiscytowej na Górnym Śląsku. NDWSnŚ przebywało na terenie plebiscytowym od lutego 1920 do lipca 1922.

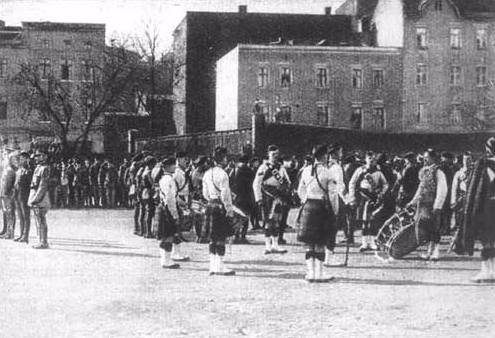
Wkroczenie wojsk brytyjskich na Górny Śląsk

## Dowódcy NDWSnGŚ

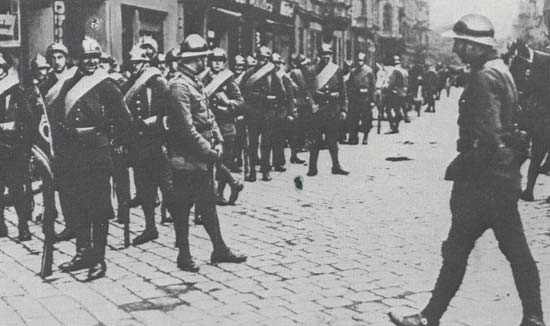
Wojska francuskie na Górnym Śląsku

Na czele NDWSnGŚ stał francuski gen. Jules Gratier, a od 23 sierpnia 1921  gen. Stanisław Naulin (dowództwo faktycznie objął we wrześniu 1921). NDWSnGŚ podporządkowane było, stojącemu na czele Międzysojuszniczej Komisji Rządzącej i Plebiscytowej, gen. Henriemu Le Rondowi oraz Naczelnemu Dowództwu Wojsk Sojuszniczych w Paryżu na czele z marsz. Ferdynandem Fochem. Siedziba Dowództwa znajdowała się w Gliwicach, a podporządkowane mu były oddziały francuskie, włoskie i brytyjskie.

## Alianckie Siły Zbrojne na Górnym Śląsku 1920–1922
Aliancki korpus ekspedycyjny zastąpił na Górnym Śląsku armię niemiecką w lutym 1920. Pierwotnie wprowadzone zostały oddziały francuskie i włoskie. W marcu 1921 roku dołączyły oddziały brytyjskie. Liczba wojsk sojuszniczych nie była stała i do III Powstania Ślaskiego ciągle rosła osiągając w szczytowym momencie 20880 żołnierzy w tym: 11 129 Francuzów, 5075 Włochów i 4676 Brytyjczyków. Obszar plebiscytowy został podzielony na trzy strefy. Dowódcą mianowany został francuski generał Jules Gratier. W lipcu 1921 zastąpił go Stanislas Naulin. Alianci opuścili Śląsk w lecie 1922 roku.
| Strefa          | Powiaty                                                             | Liczebność wojska |
| --------------- | ------------------------------------------------------------------- | ----------------- |
| Francja         | katowicki, bytomski, toszecko-gliwicki, opolski                     | 11129             |
| Włochy          | rybnicki, raciborski, strzelecki, kozielski, głubczycki, prudnicki  | 5075              |
| Wielka Brytania | kluczborski, oleski, lubliniecki, tarnogórski, część namysłowskiego | 4676              |

### Oddziały francuskie
Dowódca gen. Paul Sauvage de Brantes
- 46 Dywizja Strzelców Alpejskich,
- 218 pułk artylerii polowej
- 418 pułk artylerii polowej
- 4 kompanie saperów,
- pułk strzelców,
- 12 pułk huzarów,
- grupa pancerna (26 czołgów i 18 samochodów pancernych)
- jednostki pomocnicze.

### Oddziały włoskie
Dowódca płk Filippo Salvioni
- 135 Pułk Strzelców Alpejskich
- zmotoryzowane oddziały artylerii (3 i 9)
- batalion piechoty.

### Oddziały brytyjskie
Dowódca gen. Arthur Wauchope, następnie Kanadyjczyk – gen. William Heneker
- 4 baony piechoty